# 호동
호동(好童, ? ~ 32년 음력 11월)은 고구려의 제3대 국왕 대무신왕의 아들이다. 어머니 해씨부인은 갈사왕의 손녀이자 대무신왕의 차비(次妃)이다. 낙랑 정벌에 공을 세웠으나 원비(元妃) 소생의 이복형제 해우(훗날 모본왕)와의 태자 다툼에서 패하여 자살하였다. 아내 낙랑공주와의 이야기가 창작물의 주요 소재가 되고 있다.

## 출생
대무신왕과 그 차비에게서 태어났다. 생모는 갈사왕의 손녀이다. 얼굴이 아름답고 왕이 총애하여 호동이라 이름 지었다. 원비도 아들 해우가 있었는데 호동보다는 나이가 어렸다. 고구려 초기 왕족의 성씨는 고(高)씨인지 해(解)씨인지 불분명하므로 호동의 성씨 역시 명확하지 않다.

## 생애

### 낙랑공주와의 혼인
32년(대무신왕 15년) 음력 4월, 호동이 옥저로 출타했을 때 낙랑왕 최리(崔理)를 만나 그의 딸 낙랑공주와 결혼하였다. 이후 호동 혼자 고구려로 돌아와 낙랑공주에게 사람을 보내 낙랑 무기고 안의 북과 나팔을 부숴달라고 부탁하였다. 그러면 예를 갖춰 맞이하겠다고 하였다. 그 북과 나팔은 적이 침입하면 저절로 소리를 내는 물건이었다. 낙랑공주는 북을 찢고 나팔을 쪼갰으며 이에 호동은 자신의 아버지인 대무신왕에게 권하여 낙랑을 습격하였다. 최리는 미처 대비하지 못하다가 고구려군이 성 밑에 와서야 그 침입과 딸의 배반을 알았다. 결국 자신의 딸을 죽이고 고구려에 항복하였다.

### 태자 다툼과 자살
대무신왕의 원비는 호동이 태자가 될 것을 염려하여 왕에게 ‘호동이 자신을 예로써 대하지 않고 음행을 하려는 것 같다’고 거짓을 꾸며 헐뜯었다. 대무신왕은 처음에는 믿지 않았으나 왕비가 울면서 자신의 목숨까지 걸자 호동을 의심하지 않을 수 없어 이내 죄를 주려고 하였다. 어떤 자가 왜 스스로 해명하지 않느냐고 했지만 호동은 “내가 만약 변명을 하면 그것은 어머니의 악함을 드러내어 왕께 근심을 끼치는 것이니 어떻게 효도라 할 수 있겠소?”라는 유언을 남기고 칼에 엎드려 죽었다. 때는 대무신왕 15년 11월(음력)이었다. 다음 달 해우가 태자가 되었다.

## 평가
김부식은 호동의 죽음에 대해 순임금이 자신의 아버지가 자신을 죽이려는 것을 알면서도 잘 피하며 효도를 다했듯이 잘 대처해야 했는데, 호동은 작은 것에 집착하여 오히려 아버지가 더 큰 불의에 빠지게 했다며 대의에 어두웠다고 비판하였다. 이에 앞서 대무신왕의 어리석음과 어질지 못함을 더욱 힐난한 것은 말할 것도 없다.

## 가계
- 조부 : 유리명왕(瑠璃明王)
- 조모 : 송씨(松氏)
- 부왕(아버지) : 대무신왕(大武神王, 4~44) 재위:18~44)
- 모후(어머니): 해씨 부인(解氏 夫人)
  - 동생 : 모본왕(慕本王)[5]
  - 부인 : 낙랑공주(樂浪公主, ? ~32)
- 외숙부 : 갈사부여의 도두왕(都頭王)

## 호동이 등장하는 작품

### 희곡
- 《자명고》, 1947년, 유치진
- 《둥둥 낙랑둥》, 1978년, 최인훈

### 영화
- 《왕자호동과 낙랑공주》, 김소동, 1956년, 배우 : 김동원
- 《왕자 호동》, 한형모, 1962년, 배우 : 김진규
- 《호동 왕자와 낙랑공주》(애니), 용유수, 1971년

### 드라마
- 《국토만리》, KBS, 1964년, 배우 : 이묵원
- 《바람의 나라》, KBS, 2008년 ~ 2009년, 배우 : 최원홍, 김진우
- 《자명고》, SBS, 2009년, 배우 : 정경호, 여진구

### 소설
- 《왕자호동》, 이태준, 1942년 ~ 1943년

### 발레
- 《왕자호동》

## 같이 보기
- 호동왕자와 낙랑공주
- 낙랑군
- 한사군

## 참고 문헌
- 《삼국사기》14권 고구려본기 제2 대무신왕 15년